# Distretto di Kilindi
Il distretto di Kilindi è un distretto della Tanzania situato nella regione di Tanga. È suddiviso in 21 circoscrizioni (wards) e conta una popolazione di 398 391 abitanti (censimento 2022).

## Suddivisione amministrativa
Il distretto è diviso nelle seguenti circoscrizioni (wards), tra parentesi gli abitanti (censimento 2022):
1. Bokwa (19 382)
2. Jaila (14 485)
3. Kibirashi (31 251)
4. Kikunde (16 621)
5. Kilindi (23 903)
6. Kilwa (8 749)
7. Kimbe (27 906)
8. Kisangasa (18 415)
9. Kwediboma (26 630)
10. Kwekivu (16 879)
11. Lwande (14 391)
12. Mabalanga (13 508)
13. Masagulu (16 341)
14. Mkindi (16 986)
15. Msanja (29 475)
16. Mvungwe (17 946)
17. Negero (24 223)
18. Pagwi (22 651)
19. Saunyi (7 545)
20. Songe (20 202)
21. Tunguli (10 902)